# Königin von Saba

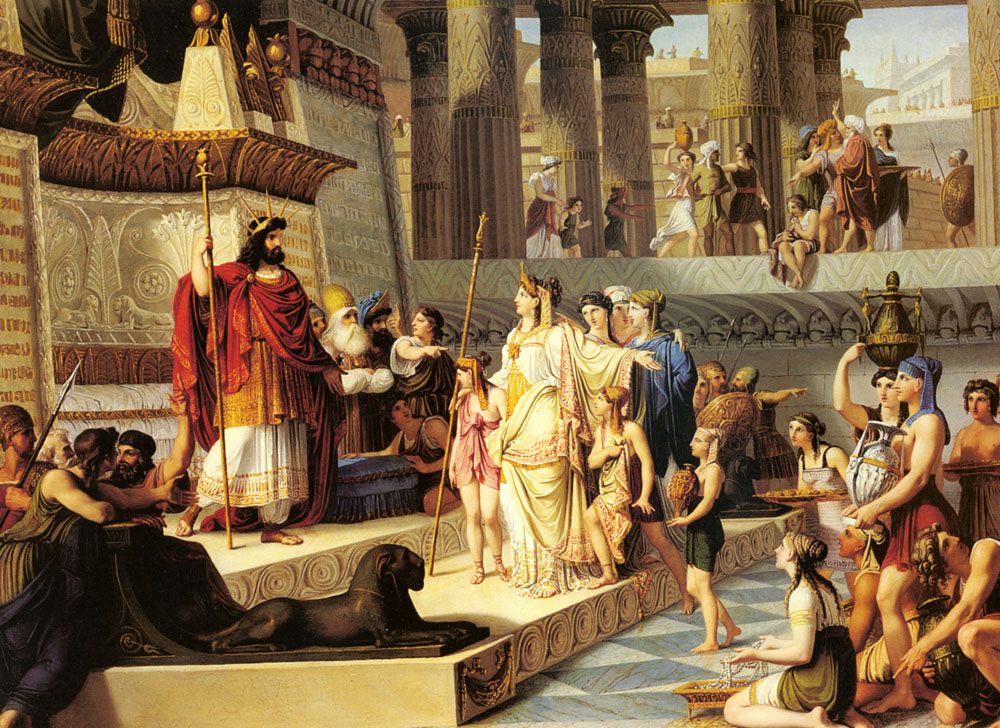
Salomo empfängt die Königin von Saba. Gemälde von Giovanni Demin

Die Königin von Saba (hebräisch מַלְכַּת שְׁבָא Malkat Šĕvaʾ) ist eine biblische Gestalt, die im 10. Jahrhundert vor Christus eine Reise zum Hof König Salomos in Jerusalem unternommen haben soll. Außer dem Alten Testament, der frühesten schriftlichen Erwähnung, erscheint sie auch im Koran und in äthiopischen Legenden, nicht jedoch in Quellen aus dem antiken Saba im heutigen Jemen. Ob ihr Reich tatsächlich dort oder in der Region um Aksum in Äthiopien gelegen hat, ist daher bis heute ebenso ungeklärt wie die Frage, ob die legendäre Königin eine historische Person zum Vorbild hatte.

## Biblische Quellen
In den alttestamentlichen Büchern finden sich Verweise im 1. Buch der Könige 10,1–13  (ca. 6. Jh. v. Chr.) und im 2. Buch der Chronik 9,1–12  (ca. 5. Jh. v. Chr.).
Die Königin erfährt von der Weisheit König Salomos und findet sich an seinem Hof in Jerusalem ein, um das Gehörte zu überprüfen. Überwältigt von dem, was sie sieht, schenkt sie ihm „hundertundzwanzig Zentner Gold und sehr viel Spezerei und Edelsteine“.
Im Neuen Testament wird die Königin von Saba als „Königin des Südens“ bezeichnet. In der Endzeit soll sie erneut erscheinen, um über die Menschen im Gericht Zeugnis zu geben (Mt 12,42 ; Lk 11,31 ).

## Jüdische Quellen
Bei Flavius Josephus wird sie als Königin des Südens, Königin von Äthiopien, bezeichnet, die den Samen des Weihrauchbaums nach Palästina brachte (Antiquitates Judaicae 2:249, 94 n. Chr.).
Im Targum Sheni (vermutlich 8. Jahrhundert n. Chr.) wird, ausgehend vom Talmud, die biblische Geschichte durch ältere mündliche Überlieferungen ergänzt. Hier erscheint Salomo als Herr der Tiere, dem ein Wiedehopf die Nachricht von einer sagenhaft reichen Königin von Saba übermittelt.

## Arabisch-islamische Quellen
Weitere Angaben über die Königin von Saba, die im Islam aufgrund ihrer Weisheit sehr geschätzt wird, finden sich im Koran (Sure 27, Verse 22–44) und bei den Autoren al-Tabari, al-Tha'alabi und al-Kisa'i. Im islamischen Kulturkreis trägt sie den Namen arabisch بلقيس, DMG Bilqīs (andere übliche Transkription Bilkis oder Balkis, auch Aziz). (Nach ihr ist auch die ausgestorbene Jemen-Gazelle (Gazella bilkis) benannt.)

## Äthiopische Quellen

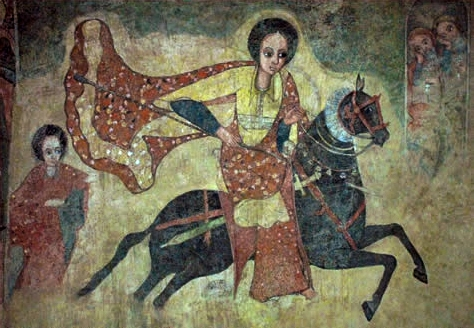
Die Königin von Saba, äthiopisches Fresko

Besondere Bedeutung hat die Legende der Königin in der äthiopischen Geschichte. Sie wird im 14. Jahrhundert in Aksum im Werk Der Ruhm der Könige (Kebra Nagast) festgehalten. Die Königin trägt den Namen Mâkedâ und soll Salomo in Jerusalem besucht haben. Dabei soll sie mit ihm Menelik, den Stammvater der äthiopischen Könige, gezeugt haben. Weiter heißt es, Menelik sei später selbst nach Jerusalem gereist und habe von dort die Bundeslade mit den beiden Tafeln der Zehn Gebote nach Äthiopien entführt. Die Dynastie der Salomoniden, die von 1270 bis 1975 über Äthiopien herrschte, führte sich auf diese Verbindung zwischen Makeda und Salomo zurück. Der letzte Kaiser Abessiniens, Haile Selassie, bezeichnete sich als 225. Nachfolger des Sohnes der Königin von Saba.

## Historizität der Königin von Saba
Es bleibt offen, ob die Königin von Saba wirklich existiert hat, da noch keine Nennung der Königin in sabäischen Inschriften aus dieser Zeit gefunden wurde. Als biblische Erzählung können die Ursprünge auch auf ältere Traditionen der kanaanäischen, chaldäischen oder sumerischen Mythologie zurückgehen. Belegt ist, dass es arabische Königinnen gab, z. B. Zabibê, Königin von Aribi von 744 bis 727 v. Chr. Der schriftliche biblische Text entstand vermutlich erst zwischen dem 7. und 6. Jahrhundert v. Chr. Es ist denkbar, dass König Salomo zwar Verbindungen zu einer arabischen Königin unterhielt, dass der Name Saba aber eingefügt wurde, um die Bedeutung Salomos durch die Verbindung mit dem damals blühenden Sabäerreich hervorzuheben. Nach einer anderen Theorie basiert die Erzählung der Königin von Saba auf einer Heiligen Hochzeit. Das würde insbesondere erklären, warum die christlichen Äthiopier den Ursprung ihres Herrscherhauses aus einer unehelichen Beziehung zwischen Makeda und Salomo, aus der der legendäre König Menelik I. hervorging, ableiten.

## Rezeption
Der Asteroid Bilkis wurde nach der Figur benannt.

### Musik
Im Oratorium in drei Teilen Solomon (deutsch: Salomo oder Salomon; HWV 67) von Georg Friedrich Händel ist der Einzug der Königin von Saba die Einführung in den 3. Akt.
Das Libretto basiert im Wesentlichen auf den Büchern der Könige (1 Kön 3,16–28 ) und der Chronik (2 Chr 1–9 ). Für den Abschnitt der „Königin von Saba“ fanden die Antiquitates Judaicae des jüdischen Geschichtsschreibers Flavius Josephus Verwendung, die den Besuch der „Königin von Ägypten und Äthiopien“ in Jerusalem beschreiben.
Karl Goldmarks Oper mit dem Titel Die Königin von Saba wurde 1875 uraufgeführt. Das Libretto basiert ebenfalls auf dem 1. Buch der Könige.
Ottorino Respighi: Belkis, regina di Saba (dt. Belkis, Königin von Saba; 1931). Ballett in 7 Bildern. Libretto: Claudio Guastalla. UA 1932 Mailand (Teatro alla Scala)
Cheb Khaled bezeichnet seine Angebetete Aïcha im gleichnamigen Lied Aïcha als „Reine de Saba“ (Königin von Saba).

### Christliche Bildkunst

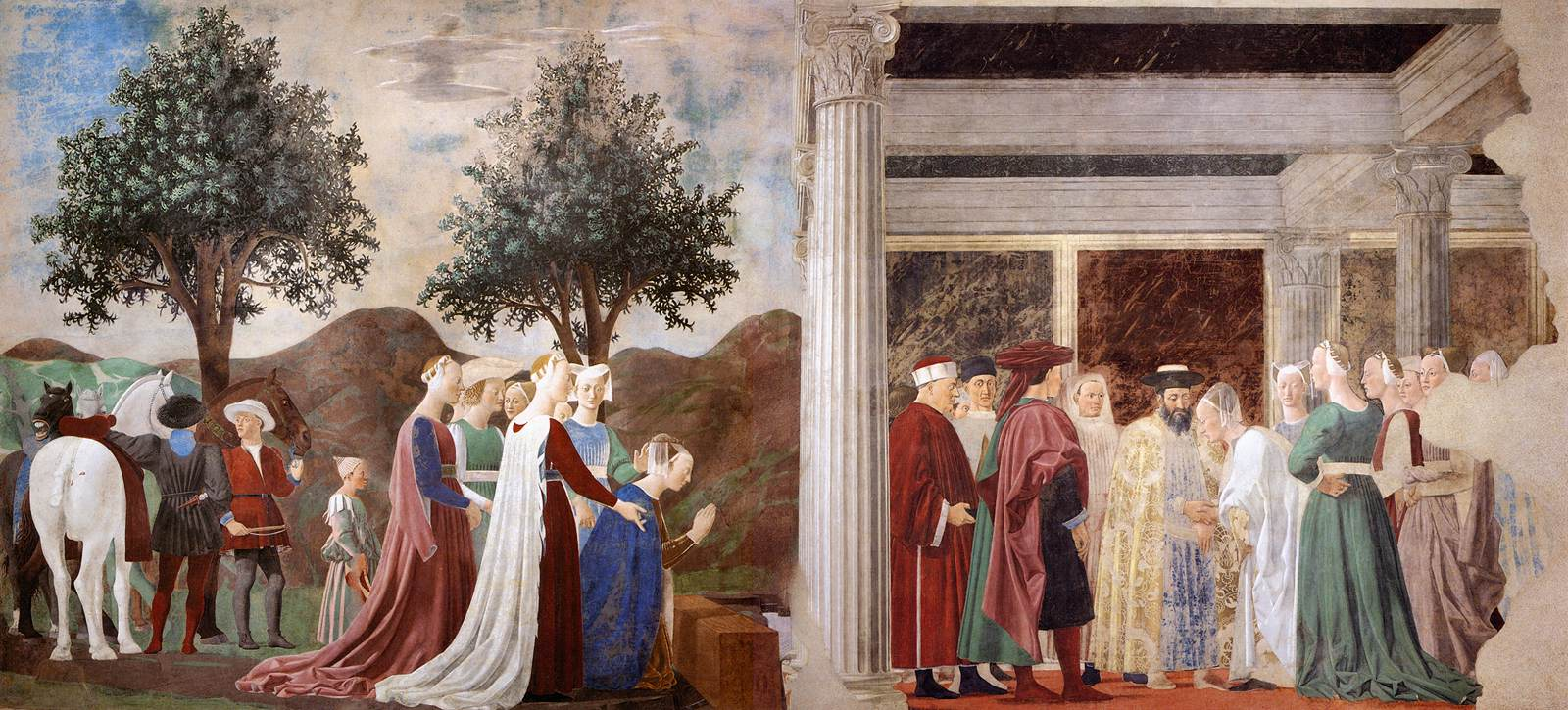
Die Königin findet den künftigen Kreuzbalken. – Die Königin vor Salomo. Fresko von Piero della Francesca in S. Francesco in Arezzo, um 1460

In die christliche Ikonographie ist die Darstellung der dem Salomo huldigenden Königin aufgenommen worden, weil sie typologisch zu den das Jesuskind anbetenden Heiligen Drei Königen (Beispiel: Klosterneuburger Altar) in Beziehung gesetzt wurde. Mittelalterliche Legenden weisen ihr ferner einen Platz in der Vorgeschichte der Kreuzauffindung zu: Auf dem Weg zu Salomo erkennt sie einen über einen Bach gelegten Balken als zukünftiges Kreuzesholz.

### Darstellende Kunst
Im Tafelservice berühmter Frauen von Vanessa Bell und Duncan Grant von 1934 ist ihr ein Teller gewidmet.

### Popkultur
In der amerikanischen Fernsehserie American Gods, die auf dem gleichnamigen Roman von Neil Gaiman basiert, taucht die Königin von Saba in der Gestalt der Liebesgöttin Bilquis auf, dargestellt von der nigerianischen Schauspielerin Yetide Badaki.

### Film
In dem US-amerikanischen Monumentalfilm Salomon und die Königin von Saba (1959) unter Regie von King Vidor wurde die Königin von Gina Lollobrigida verkörpert.